# Asya
Christine Marie Wolf, meglio conosciuta come Asya (Corning, 7 agosto 1966), è un'ex wrestler, modella e culturista statunitense, conosciuta per aver combattuto nella World Championship Wrestling (WCW).

## Titoli e riconoscimenti
- Bodybuilding
  - 1995 NPC Florida State Championship[4]
  - 1997 Ms. Florida Bodybuilding Championship[1][4]
  - 1997 NPC USA Championship[1][4]
  - 1998 NPC Nationals[1][4][5]
  - 2001 Jan Tana Classic[6]